# Vrhovčak
Vrhovčak is een plaats in de gemeente Samobor in de Kroatische provincie Zagreb. De plaats telt 285 inwoners (2001).